# Lumbricillus horridus
Lumbricillus horridus is een ringworm uit de familie van de Enchytraeidae. De wetenschappelijke naam van de soort is voor het eerst geldig gepubliceerd in 1988 door Finogenova.